# Benno Baginsky

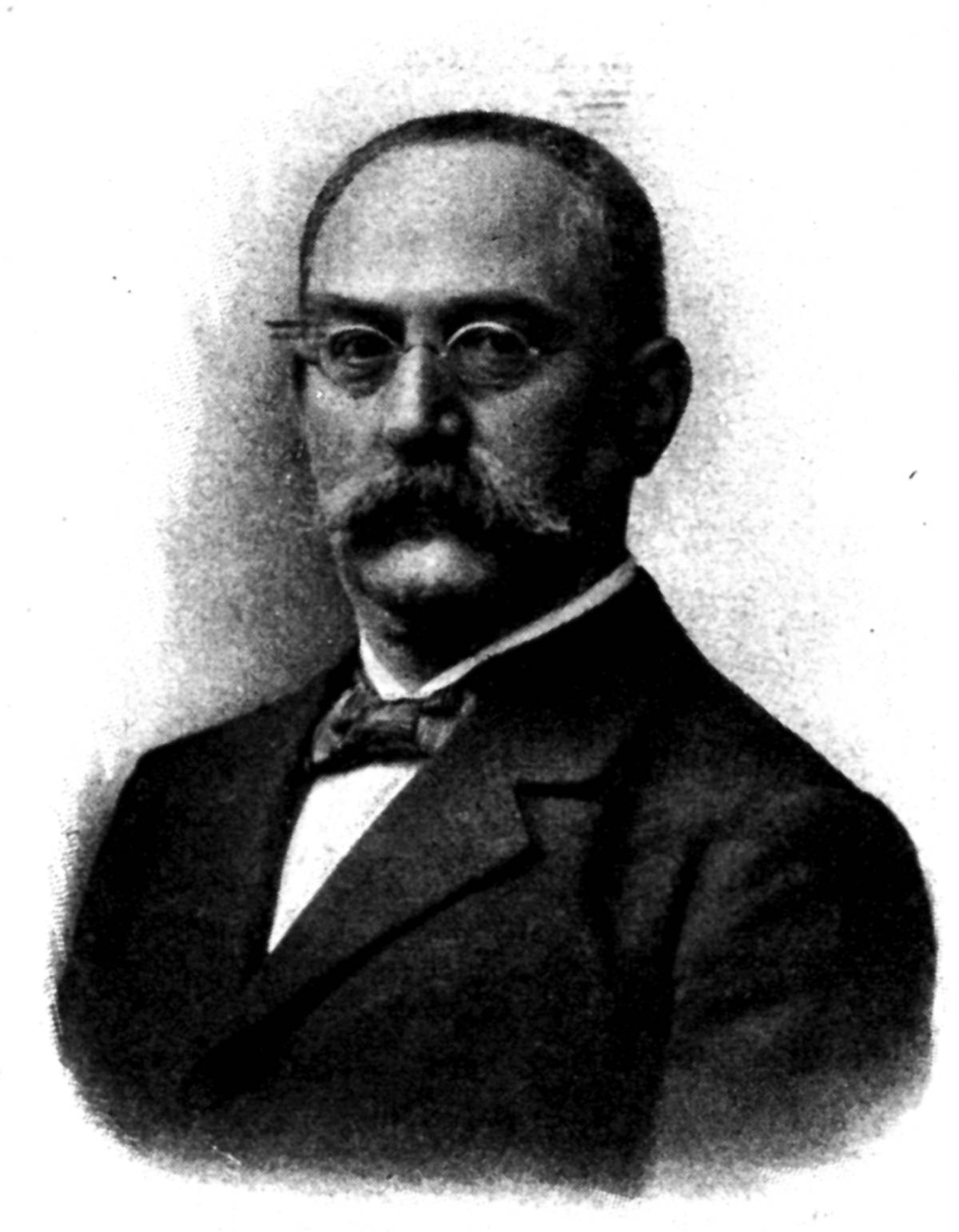
Benno Baginsky 1848–1919

Benno Baginsky (* 24. Mai 1848 in Ratibor, Oberschlesien; † 30. November 1919 in Berlin) war ein deutscher Hals-Nasen-Ohren-Arzt und Publizist.

## Leben und Beruf
Benno Baginsky war ein Sohn des Kaufmanns Abraham Baginsky und seiner Frau Amalie, geborene Lustig. Benno war der jüngere Bruder von Adolf Baginsky. Nach dem Abitur in Ratibor studierte Benno Baginsky Medizin in Berlin. Im Jahr 1870 schrieb er die Dissertation Syphilitische Afecctionen in den Extremitäten und Schädelknochen und erhielt die Promotion. Er nahm als Assistenzarzt am Deutsch-Französischen Krieg 1870–1871 teil. Nach Kriegsende war er 1872 als praktischer Arzt und seit 1880 ausschließlich als Facharzt für Laryngologie, Rhinologie und Otologie in Berlin tätig, seit 1883 als Privatdozent für Hals-Nasen-Ohren-Heilkunde an der Universität Berlin und dann ab 1897 als Titularprofessor.
Benno Baginsky arbeitete als Assistenzarzt in Hermann Munks physiologischem Laboratorium an der Berliner Tierarzneischule. In Zusammenarbeit mit Albert Eulenburg wirkte er ebenso wie sein Bruder Adolf Aron an der Real-Encyclopädie der gesammten Heilkunde mit. Einer seiner Assistenten war Jacob Katzenstein.

## Publikationen (Auswahl)
- Die Function der Gehörschnecke. In: Archiv für pathologische Anatomie und Physiologie und für klinische Medicin. Band 94, Nr. 1, 1883, S. 65–85, doi:10.1007/BF01916023.
- Zur Entwicklung der Gehörschnecke. In: Archiv für Mikroskopische Anatomie. Band 28, Nr. 1, 1886, S. 14–37.
- Ueber den Ursprung und den centralen Verlauf des Nervus acusticus des Kaninchens. In: Archiv für pathologische Anatomie und Physiologie und für klinische Medicin. Band 105, Nr. 1, 1886, S. 28–46, doi:10.1007/BF01925197.
- Ueber den Ursprung und den centralen Verlauf des Nervus acusticus des Kaninchens und der Katze. In: Archiv für pathologische Anatomie und Physiologie und für klinische Medicin. Band 119, Nr. 1, 1890, S. 81–93, doi:10.1007/BF02324082.
- Ueber das Verhalten von Nervenendorganen nach Durchschneidung der zugehörigen Nerven. In: Archiv für pathologische Anatomie und Physiologie und für klinische Medicin. Band 137, Nr. 3, 1894, S. 389–404, doi:10.1007/BF01881873.